# El Senyal del Sisqueró
El Senyal del Sisqueró és un cim de les muntanyes de la zona axial pirinenca al límit d'Andorra amb el País de Foix, (Occitània, França). Té 2.761 metres d'alt.